# ويلموت ريد (محاكمات السحر في سالم)
Wilmot Redd ويلموت ريد (أوائل القرن ال17 _ 22 سبتمبر 1692) كانت واحدة من ضحايا محاكمات السحر في سالم سنة 1692.
ولدت في مربلهد، ماساتشوستس، وأعدمت شنقا في 22 سبتمبر 1692 - وكان زوجها صموئيل ريد، صياد.
و كانت معروفة بتهيجها، ولكنها لم تعطى الأهتمام الجدي من جيرانها، كانت «على الارجح ساقطة أكثر من كونها ساحرة.»
اعتقلت ويلموت في 28 مايو 1692، من قبل الشرطي المحلي جيمس سميث.
تم التوقيع على مذكرة كتبها القضاة جوناثان كوروين وجون هاثورن.
كانت إحدى التهم التي وجهت لها «الأعمال المتفرقة من الشعوذة التي ارتكبت على أجساد ماري والكوت وميرسي لويس وغيرهن في قرية سالم مما أدى إلى أذى كبير لهم.»
جرى الفحص الأولي يوم 31 مايو 1692، في بيت ناثان انجرسول في قرية سالم.
وكان هذا أول لقاء لويلموت مع الأطفال الذين زعموا بأنهم مسحورين.
سقطوا على الفور في نوبات، وعندما سئلت ما أن خذلتهم، أجابت: «لا أستطيع أن أقول.»
وحثت لإبداء رأيها، ذكرت «رأيي هو أنهم في حالة حزينة.»
اتهمت بالشعوذة، واتهمت ويلموت «بممارسة فن مقيت فن الشعوذة وسحره شرير وضار وإجرامي، مارسته في قرية سالم.»

## قراءات إضافية
أبهام، تشارلز (1980). سحر سالم. نيويورك: شركة النشر فريدريك اونجار، 2 vv., v. 2 pp. 208, 324-5.

## وصلات خارجية
- ويلموت ريد (محاكمات السحر في سالم) على موقع فايند أغريف